# Nizozemsko na Zimních olympijských hrách 2018
Nizozemsko na Zimních olympijských hrách 2018 reprezentovalo 33 (16 mužů a 17 žen) ve 4 sportech.

## Medailisté
| Medaile | Jméno                                                                           | Sport          | Disciplína                     | Datum     |
| ------- | ------------------------------------------------------------------------------- | -------------- | ------------------------------ | --------- |
| Zlato   | Carlijn Achtereekteová                                                          | Rychlobruslení | Ženy 3000 m                    | 10. února |
| Zlato   | Sven Kramer                                                                     | Rychlobruslení | Muži 5000 m                    | 11. února |
| Zlato   | Ireen Wüstová                                                                   | Rychlobruslení | Ženy 1500 m                    | 12. února |
| Zlato   | Kjeld Nuis                                                                      | Rychlobruslení | Muži 1500 m                    | 13. února |
| Zlato   | Jorien ter Morsová                                                              | Rychlobruslení | Ženy 1000 m                    | 14. února |
| Zlato   | Esmee Visserová                                                                 | Rychlobruslení | Ženy 5000 m                    | 16. února |
| Zlato   | Kjeld Nuis                                                                      | Rychlobruslení | Muži 1000 m                    | 23. února |
| Zlato   | Suzanne Schultingová                                                            | Short track    | Ženy 1000 m                    | 22. února |
| Stříbro | Ireen Wüstová                                                                   | Rychlobruslení | Ženy 3000 m                    | 10. února |
| Stříbro | Patrick Roest                                                                   | Rychlobruslení | Muži 1500 m                    | 13. února |
| Stříbro | Jorrit Bergsma                                                                  | Rychlobruslení | Muži 10000 m                   | 15. února |
| Stříbro | Antoinette de Jongová Marrit Leenstraová Ireen Wüstová Lotte van Beeková        | Rychlobruslení | Ženy stíhací závod družstev    | 21. února |
| Stříbro | Sjinkie Knegt                                                                   | Short track    | Muži 1500 m                    | 10. února |
| Stříbro | Yara van Kerkhofová                                                             | Short track    | Ženy 500 m                     | 13. února |
| Bronz   | Antoinette de Jongová                                                           | Rychlobruslení | Ženy 3000 m                    | 10. února |
| Bronz   | Marrit Leenstraová                                                              | Rychlobruslení | Ženy 1500 m                    | 12. února |
| Bronz   | Jan Blokhuijsen Sven Kramer Koen Verweij Patrick Roest                          | Rychlobruslení | Muži stíhací závod družstev    | 21. února |
| Bronz   | Irene Schoutenová                                                               | Rychlobruslení | Ženy závod s hromadným startem | 24. února |
| Bronz   | Koen Verweij                                                                    | Rychlobruslení | Muži závod s hromadným startem | 24. února |
| Bronz   | Yara van Kerkhofová Jorien ter Morsová Lara van Ruijvenová Suzanne Schultingová | Short track    | Ženy štafeta 3000 m            | 20. února |